# Jimmy Carter
James Earl »Jimmy« Carter, jr. (Plains, 1. listopada 1924. – Plains, 29. prosinca 2024.) bio je 39. predsjednik SAD-a.

## Rani život
Jimmy Carter rodio se u gradu Plains u Georgiji kao najstariji od četvoro djece Jamesa Earla i Lillian Carter. Otac mu se na porodičnoj farmi bavio uzgojem kikirikija, dok mu je majka radila kao bolničarka. Od nje će kasnije naslijediti liberalne stavove u mnogim društvenim pitanjima. S druge strane je od porodice naslijedio baptističku vjeru, čiji će nauk kasnije snažno utjecati na njegove političke stavove.
Mladi Jimmy se istakao u lokalnoj školi gdje je stekao sklonost prema čitanju, iako je imao uspjeha i u igranju košarke i američkog nogometa. Nakon završene srednje škole se upisao u Georgia Southwestern College te Georgia Institute of Technology. Školovanje je odlučio nastaviti u američkoj ratnoj mornarici, te je 1946. godine diplomirao na Mornaričkoj akademiji u Annapolisu.
Godinu dana ranije ga je sestra Ruth Stapleton Carter nagovorila da počne izlaziti sa svojom najboljom prijateljicom Rosalyn Smith. S njom se godinu dana kasnije vjenčao, a ona mu je rodila tri sina i kći.
U mornarici se Carter specijalizirao za podmorničara, te služio na podmornicama u Atlantiku i Pacifiku. Također se počeo zanimati za tehnologiju nuklearnih reaktora, te je, kao jedan od najperspektivnijih mladih časnika, odabran u elitnu grupu koja se obučavala za službu na prvim američkim nuklearnim podmornicama.
Iako je Carter imao namjeru nastaviti karijeru u mornarici, te iako mu je admiral Hyman G. Rickover predviđao sjajnu budućnost, zbog smrti oca je 1953. godine bio prisiljen napustiti službu kako bi se posvetio radu na porodičnoj farmi.

## Rana politička karijera
Mladi Carter se politikom počeo baviti kao član raznih školskih odbora, ali je prvu važniju funkciju dobio tek 1962. godine kada je izabran za člana Senata države Georgije. Ti izbori su bili okarakterizirani velikom krađom glasova od strane njegovih protivnika, i Carter ih je dobio tek na sudu.
Godine 1964. je izabran po drugi put, a onda je 1966. godine odlučio započeti kampanju za guvernera Georgije. Na preliminarnim izborima Demokratske stranke je dobio malo glasova, ali dovoljno da spriječi nominaciju liberalnog anti-segregacijski raspoloženog kandidata Ellisa Arnalla. U drugom krugu je nominaciju osvojio segregacionist Lester Maddox, koji će poslije biti izabran za guvernera.
Taj neuspjeh nije obeshrabrio Cartera, nego samo potakao da tako stečena iskustva iskoristi za novu kampanju 1970. godine. Tada se postavio kao umjereni kandidat koji nije krio svoje zalaganje za ukidanje segregacije, ali nije kritizirao svoje stranačke kolege koje su se zalagali za njeno održanje. Njegovi napori su urodili plodom te je iste godine izabran za guvernera.
Carter je prilikom same inauguracije izjavio kako je era rasne segregacije na američkom Jugu završena, te time formalno označio kraj svih napora tamošnjih državnih vlada da se opstrukcijom i na druge načine suproststave reformama koje je potakao pokret za građanska prava crnaca. U svoj kabinet je uveo veliki broj crnaca, te objesio sliku Martina Luthera Kinga u svom uredu.
Carter je krenuo u opsežne reforme i na drugim društvenim poljima. Pod njegovom administracijom je Georgia donijela niz zakona i propisa u svrhu očuvanja okoline, kao i dotada zanemarenih historijskih spomenika. Također su donesene mjere u svrhu poboljšanja životnih uvjeta zatvorenika u državnim zatvorima.
Carter je, s druge strane, prekinuo s tradicijom New Deala prema kojoj su reforme bile vezane uz proširenje ovlasti i uloge države u ekonomiji i drugim pitanjima. Umjesto toga je Georgia racionalizirala državnu upravu, a Carter je zaustavio i ambiciozan projekt izgradnje brana, držeći ih opasnošću po prirodnu okolinu.
Carter je sklonost prema skretanju udesno pokazao i za vrijeme predsjedničkih izbora 1972. godine. Nakon što je stranka, pod pritiskom mladih radikala, za svog kandidata izabrala lijevo orijentiranog Georgea McGoverna, Carter je izjavio da su njegovi stavovi previše radikalni za umjerene birače te da nikada neće biti izabran.
Dijelom i zbog toga što su se takvo predviđanje ispostavilo ispravnim, Carter je 1974. godine od Demokratskog nacionalnog odbora postavljen za šefa izborne kampanje te se smatra jednim od zaslužnim za preuzimanje dvije trećine mjesta u Kongresu - jedne od najblistavijih izbornih pobjeda u američkoj historiji.
Carter je krajem 1975. godine počeo pripreme da se natječe za predsjednika SAD. Na početku je bio relativno nepoznat i beznačajan kandidat, dijelom i zbog toga što je uživao reputaciju konzervativca u stranci kojom su dominirali liberali, dodatno radikalizirani aferom Watergate. Međutim, iza sebe je relativno brzo pokupio podršku konzervativnih demokrata s Juga, dok su liberalni demokrati na Sjeveru bili podijeljeni između više kandidata. Podršku su mu dali i mediji, koje je osvojio svojim imageom zdravoseljačkog guvernera neokaljanog korupcijom u Washingtonu. 
Nakon što je osvojio demokratsku predsjedničku nominaciju 1976. godine, činilo se da ima lak zadatak protiv republikanskog kandidata i predsjednika Geralda Forda, koji je na položaj bio došao zahvaljujući aferi Watergate, te čiji je mandat obilježio rast inflacije i dramatični pad životnog standarda. Međutim, prednost u anketama se brzo istopila, dijelom zbog niza gafova, a dijelom zbog toga što je Ford, isto kao i on, uživao reputaciju umjerenjaka. Carter je na kraju ipak tijesno pobijedio.

## Predsjednik SAD-a
Carter je u Bijelu kuću ušao 20. siječnja 1977. godine i odmah započeo s politikom koja se bitno razlikovala od njegovih prethodnika.
To se najviše vidjelo u oblasti vanjske politike, gdje je moralno dvojbena realna politika oličena u Richardu Nixonu i Henryju Kissingeru zamijenjena inzistiranjem na ljudskim pravima kao najvažnijem standardu međunarodnih odnosa. Cilj tog novog kursa je, između ostalog, bio popraviti položaj SAD u svijetu, bitno uzdrman porazom u vijetnamskom ratu, kao i kompromitirajućom podrškom krvoločnim diktatorima u Trećem svijetu. Ipak, prije svega je bio usmjeren protiv SSSR-a i Istočnog bloka, za koji se činilo da u tom trenutku vodi u hladnom ratu, a za što nije bilo volje suprotstaviti se vojnim sredstvima.
Dok je Carter s jedne strane, nastavio proces nuklearnog razoružanja započet pod njegovim prethodnicima, cilj mu je bio oslabiti sovjetske diplomatske pozicije, pogotovo na strateški važnom Bliskom Istoku. U tu svrhu je inicirao mirovne pregovore između Egipta i Izraela, koji će 1978. godine završiti Sporazumom iz Camp Davida i povlačenjem izraelskih trupa s okupiranog Sinaja. Carter se nadao da će taj sporazum poslužiti kao model ostalim arapskim državama, odnosno trajno riješiti izraelsko-arapski problem koji je, zbog podrške SAD Izraelu, arapske zemlje u regiji tjerao u naručje Sovjeta.
Carterovo inzistiranje na ljudskim pravima kao najvažnijem standardu američke vanjske politike se odrazilo i kroz distanciranje od režima koji su iz hladnoratovskih razloga dotada uživali američku podršku. Kao najvažniji primjer je uzeta Nikaragva, kojom je desetljećima upravljala pro-američka diktatorska dinastija Somoza. Nju su 1979. godine svrgnuli sandinistički gerilci, dijelom zahvaljujući i tome što joj je Carter odbio pružiti vojnu i financijsku pomoć. Novi sandinistički režim se, međutim, vrlo brzo okrenuo Moskvi i uz Kubu predstavljao novog sovjetskog saveznika u zapadnoj hemisferi.

U međuvremenu je Carter odlučio u slučaju Irana izdati svoje proklamirano načelo o zaštiti ljudskih prava. Tamošnji šah Mohammed Reza Pahlavi je bio dugogodišnji američki saveznik, a na vijesti o neredima je Carter reagirao tako što mu je svojim posjetom simbolički pružio podršku. 
Međutim, opozicija prema Pahlaviju je nastavila rasti i eskalirala u iransku islamsku revoluciju kojom je početkom 1979. godine šah srušen.
Novi islamistički režim pod ajatolahom Ruholahom Homeinijem se odmah neprijateljski postavio prema američkoj vladi. To se, između ostalog, odrazilo i na poremećaje u cijeni nafte na svjetskom tržištu. To je, s vremenom, počelo nagrizati ionako bolesnu američku ekonomiju, u kojoj su pod Carterovom administracijom još pogoršali negativni trendovi iz Nixonovog i Fordovog doba.
Carterovi napori da suzbije galopirajuću inflaciju nisu uspjeli, a umjesto toga su kao rezultat imali povećanje nezaposlenosti i stagniranje ekonomije, što je dovelo do tada nezapamćenog ekonomskog fenomena zvanog stagflacija. Nastavak pada životnog standarda je pogodio mnoge američke građane, a pogotovo farmere na Srednji zapad odakle se upravo u Carterovo doba počeo javljati razni ekstremno desničarski pokreti koji će 1980-ih i 1990-ih godina postati ozbiljni sigurnosni problem za SAD.
Problemi s kojima se suočio Carter postali su još gori kada je Carter 22. listopada 1979. godine iz humanitarnih razloga dozvolio prognanom iranskom šahu da dođe na liječenje u SAD. Iranski revolucionari su na to reagirali okupacijom američkog veleposlanstva u Teheranu koja je označila početak iranske talačke krize. Carter na tako bezočnu provokaciju globalne supersile nije znao odlučno odgovoriti.

To je, između ostalog, ohrabrilo Sovjete da krajem 1979. godine izvrše invaziju Afganistana. Taj događaj je predstavljao prekretnicu u hladnom ratu, s obzirom na to da se Carter uplašio za američke položaje u strateški važnom Indijskom oceanu te odlučio napustiti pomirljivu politiku svojih protivnika. 
U znak protesta je najavio bojkot Moskovske Olimpijade, dok je njegov savjetnik za nacionalnu sigurnost Zbigniew Brzezinski organizirao CIA-inu operaciju naoružavanja i obučavanja afganistanskih mudžahedina. CIA i druge američke obavještajne agencije su također intenzivirale aktivnosti u svrhu podrške antisovjetskom pokretu Solidarnost u Poljskoj. Također je diskretno započet rad na obnovi oružanih snaga, kako bi se mogle suprotstaviti Sovjetima ako hladni rat eskalira u otvoreni oružani obračun.
Sve to, međutim, nije imalo nikakvog efekta na smanjenje Carterove nepopularnosti, a američki građani su, uz nestašica goriva izazvane novim naftnim šokom, 1980. godine svjedočili i neuspjelom pokušaju spašavanja talaca u Iranu - još jednom dokazu da pod Carterovom administracijom SAD gubi status svjetske sile. 
Carter se iste godine odlučio ponovno natjecati za predsjednika. Prvo je morao dobiti nominaciju Demokratske stranke, pri čemu mu se kao prilično opasan protivnik pokazao liberalni senator Edward M. Kennedy, brat ubijenog predsjednika Johna F. Kennedyja. Međutim, Carter je uspio izboriti nominaciju, koristeći Kennedyjevu upletenost u automobilsku nesreću 1969. godine u Chappaquiddicku.
Carteru je mnogo veća opasnost stigla zdesna, od republikanskog kandidata Ronalda Reagana koji je osvojio nominaciju svoje stranke i najavio radikalni zaokret udesno, odnosno ukidanje države blagostanja u korist neoliberalne politike temeljene na slobodnom tržištu te mnogo oštriji kurs prema Sovjetima u hladnom ratu. Srednju klasu, izmučenu inflacijom, nezaposlenošću, rastom kriminala, Reagan je pridobio najavom smanjenja poreza te relativno glatko pobijedio na izborima 4. studenog 1980. godine.
Posljednje mjesece svog mandata, Carter je proveo nastojeći diplomatskim putem ishoditi puštanje talaca iz Irana, ali Iranci to nisu učinili sve dok u Bijelu kuću nije ušao Reagan.

## Nakon predsjedništva
Carter je nakon izbora 1980. godine po Ustavu SAD-a imao pravo natjecati se za još jedan mandat, ali to nije učinio. Njegov nasljednik Reagan se pokazao kao prilično uspješan i popularan predsjednik, a 1984. godine je Carterovog potpredsjednika Waltera Mondalea do nogu potukao na predsjedničkim izborima.
Carter se umjesto politike okrenuo pisanju knjiga, pri čemu je osim memoara, pisao i poeziju te jedan historijski roman. 
Carter je ipak daleko poznatiji po humanitarnom radu, za što je dobio veliki broj priznanja. Godine 1982. je osnovao Carter Center, jednu od najuglednijih institucija u svijetu međunarodne diplomacije, koja se, između ostalog, bavi nadgledanjem izbora u mladim demokracijama.
Carterove diplomatske sposobnosti i ugled velikog mirotvorca je 1994. godine iskoristio predsjednik Bill Clinton kako bi riješio gorući problem Sjeverne Koreje i planova njenog tadašnjeg vođe Kim Il Sunga da stvori nuklearno oružje. Carter je uspio nagovoriti Sjevernokorejance da se odreknu nuklearnog oružja, te je dobio niz pohvala za to postignuće, iako se danas zna da je Sjeverna Koreja sporazum izigrala.
Godine 2002. Carter je ponovno došao u fokus svjetske javnosti zbog posjeta Kubi i susretom s Fidelom Castrom, isto kao i zbog žestoke kritike predsjednika Busha i britanskog premijera Tonyja Blaira u njihovoj politici prema Iraku. Neki te stavove smatraju razlogom zbog kojih je dobio Nobelovu nagradu za mir.
Carter je poznat po tome što često kritizira i američku unutrašnju politiku. Clintona je kritizirao zbog korupcijskih skandala vezanih uz njegovu administraciju, dok je nedavno pohvalio Busha zbog njegove politike prema ilegalnim imigrantima.
S bivšim predsjednikom Fordom je bio izuzetno dobar prijatelj.
Carterova reputacija uspješnog mirotvorca i diplomata je uspjela zasjeniti njegovu ne baš zavidnu reputaciju jednog od najgorih američkih predsjednika, čiji je mandat, usprkos najboljih namjera, SAD doveo na rub propasti.

## Vanjske poveznice
- Carter Centar
- Jimmy Carter - Knjižnica i muzej
- Predavanje tijekom dodjele Nobela, Oslo, Norveška (10. prosinca 2002.)

1. ↑  Umro Jimmy Carter